# James Fifer
James "Jim" Fifer (født 14. juli 1930 i Tacoma, Washington, død 7. juni 1986 i Seattle, Washington) var en amerikansk roer og olympisk guldvinder.

## Rokarriere
Fifer stillede op i toer med styrmand til OL 1952 sammen med Duvall Hecht og styrmand James Beggs, og de nåede til semifinalen ved disse lege. I de følgende år gik både Fifer og Hecht ind i marinen og fortsatte med at ro her, nu i toer uden styrmand. Det lykkedes de to at vinde udtagelsesstævnet til OL 1956 i Melbourne foran de olympiske mestre i disciplinen fra 1952 og kom dermed med til legene.
Hecht og Fifer vandt ganske sikkert deres indledende heat og semifinale, og i finalen var de ligeledes ret overlegne og vandt guld foran sovjetiske Igor Buldakov og Viktor Ivanov, der fik sølv, mens østrigerne Josef Kloimstein og Alfred Sageder tog bronzemedaljerne.

## OL-medaljer
- 1956:  Guld i toer uden styrmand